# Pysen
Pysen er et skær i Mandal kommune i Agder. Øen er Norges sydligste punkt, og ligger ved 57°57′30.6″N 7°33′52″Ø / 57.958500°N 7.56444°Ø.
Det var læreren Jostein Andreassen som i juli 1987 opdagede at skæret Pysen er Norges sydligste punkt. Læreren med naturhistorie og kystkultur som speciale, fik udvidet landets grænse med 110 meter mod syd. Tidligere havde Statens kartverk opgivet øen Vestre Kråga (3,4 km længere mod vest, (57°57′34.0″N 7°30′27″Ø / 57.959444°N 7.50750°Ø) som Norges sørligste punkt.
Navnet Pysen kommer formentlig af  bestemt form af pys som betyder lille dreng.